# 2765 Dinant
2765 Dinant (1981 EY) là một tiểu hành tinh vành đai chính được phát hiện ngày 4 tháng 3 năm 1981 bởi Debehogne, H. ở La Silla.